# Olga Topilskaya
Olga Topilskaya (née le 4 octobre 1990) est une athlète russe spécialiste du 400 mètres.

## Palmarès
| Date | Compétition                   | Lieu     | Résultat | Épreuve   | Temps         |
| ---- | ----------------------------- | -------- | -------- | --------- | ------------- |
| 2011 | Championnats d’Europe espoirs | Ostrava  | 1re      | 400 m     | 51 s 45       |
| 2011 | Championnats d’Europe espoirs | Ostrava  | 1re      | 4 x 400 m | 3 min 27 s 72 |
| 2011 | Universiade                   | Shenzhen | 1re      | 400 m     | 51 s 63       |
| 2011 | Universiade                   | Shenzhen | 1re      | 4 x 400 m | 3 min 27 s 16 |

### Records
| Épreuve    | Performance | Lieu   | Date         |
| ---------- | ----------- | ------ | ------------ |
| 400 mètres | 51 s 10     | Yerino | 25 juin 2011 |

| Épreuve    | Performance | Lieu   | Date            |
| ---------- | ----------- | ------ | --------------- |
| 400 mètres | 52 s 67     | Moscou | 16 février 2011 |